# Яшкино (Червоногвардійський район)
Я́шкино (рос. Яшкино) — село у складі Червоногвардійського району Оренбурзької області, Росія.

## Населення
Населення — 724 особи (2010; 948 у 2002).
Національний склад (станом на 2002 рік):
- росіяни — 83 %